# 长花厚壳树
长花厚壳树（学名：Ehretia longiflora），又名山槟榔、长叶厚壳树，为紫草科厚壳树属下的一种落葉小喬木，高度可達10米，葉互生，橢圓形或倒卵形，花期4月，開密集白色小花，聚繖花序。

## 扩展阅读
- 維基物種上的相關：长花厚壳树